# Georges Ascoli
Pour les articles homonymes, voir Ascoli.
Georges Ascoli, né le 14 juin 1882 à Paris 18e et mort en déportation le 12 mars 1944 à Auschwitz, est un professeur d'université spécialiste de littérature française. 

## Biographie
Georges Ascoli fréquente le Collège Rollin et obtient le prix d'honneur de composition française au Concours général en 1902. Il obtient un baccalauréat ès lettres et est admis à l'École normale supérieure en 1903 (entré en 1904). Il est licencié ès lettres en 1905, agrégé de lettres en 1907 et docteur ès lettres en 1930.

### Carrière universitaire
La carrière académique de Georges Ascoli est lancée à la faveur d'une bourse d'études à Londres, obtenue pour les années 1907-1908. Georges Ascoli exerce ensuite dans divers lycées en tant que professeur, de 1908 à 1914. En 1912, il est chargé de cours de littérature française à la Faculté des lettres de Lille. Il occupe le même poste à la Faculté des lettres de Paris (Sorbonne) à partir de 1929, et est chargé du cours Victor Hugo. Il est successivement maître de conférences (1930), professeur sans chaire (1931) puis professeur d'histoire de la littérature française du XIXe siècle (1935) dans cette même Faculté. Il devient directeur d'études à l'Institut de langue et littérature françaises (1937), avant d'être interdit d'enseigner en 1941 par le gouvernement de Vichy, du fait de son appartenance religieuse. Georges Ascoli est arrêté par la Gestapo le 21 février 1944 avec sa femme, est interné à Drancy (23 février), puis déporté à Auschwitz le 7 mars. Il décède quelques jours plus tard. 
Outre ces charges d'enseignement, Georges Ascoli effectue de nombreuses missions d'enseignement à l'étranger : en Belgique, tous les ans de 1920 à 1937, mais aussi en Écosse (1923), en Angleterre (1930 et 1934), en Allemagne (1932), aux États-Unis (1932, 1933, 1936), et au Brésil (1934). Il est également professeur au collège de Middlebury dans le Vermont. Dans les années 1930, Georges Ascoli anime par ailleurs un groupe théâtral d'étudiants à la Sorbonne, la troupe de Théâtre moderne, et donne son patronage à l'interprétation des textes que les étudiants et étudiantes veulent représenter. 
Il contribue activement à de nombreuses revues, telles que la Revue latine (1907), la Revue de synthèse historique (1910-1926), la Revue d'histoire littéraire (à partir de 1912), la Revue universitaire (1913-1925), la Revue du XVIIIe siècle (1913-1916), la Revue des cours et conférences (depuis 1923), la Revue critique d'histoire et de littérature (depuis 1921), ou encore les Nouvelles littéraires (1931-1933). Enfin, Georges Ascoli est membre du Comité France-Grande-Bretagne et de l'Alliance française.

### Carrière militaire
Au-delà du versant académique, Georges Ascoli a également exercé des fonctions militaires. Il est en effet mobilisé du 2 août 1914 au 28 mars 1919, durant la Première Guerre mondiale. Il reprend du service en 1939, aux débuts de la Seconde Guerre mondiale, et est promu lieutenant-colonel en 1940. Il est fait prisonnier le 17 juin 1940, interné puis libéré en août 1941 en tant qu'officier de réserve. Il est, tel que mentionné ci-avant, déporté à Auschwitz en 1944. 

## Œuvres
Parmi les ouvrages écrits par Georges Ascoli figurent :
- Essai sur l'histoire des idées féministes en France (1906) ;
- « Les lettres de 1680 à 1750 » dans J. Bédier et P. Hazard, Histoire de la littérature française (1923) ;
- Anatole France d'après quelques témoins de sa vie (1925) ;
- La Grande-Bretagne devant l'opinion française, depuis la guerre de cent ans jusqu'à la fin du XVIe siècle (1927) ;
- Édition critique du Zadig de Voltaire (1929) ;
- La Grande-Bretagne devant l'opinion française au XVIIe siècle, thèse de doctorat (1930) ;
- André Le Breton, professeur, critique et romancier (1931) ;
- Voltaire, poèmes philosophiques (1935) ;
- Le Théâtre romantique (1936) ;
- La Critique littéraire au XVIIe siècle (1937).

## Distinctions
Georges Ascoli reçoit le titre de chevalier de la légion d'honneur à titre militaire en 1918, puis celui d'officier en 1933. Il est également décoré des croix de guerre avec palmes.